# Bernhard Klingenstein
Bernhard Klingenstein (* 1545 in Peiting (wahrscheinlich); † 1. März 1614 in Augsburg) war ein deutscher Komponist und Domkapellmeister am Augsburger Dom.

## Leben und Werk
Bernhard Klingenstein wirkte als Schulmeister an der Frauenkirche in München. Ab 1575 wirkte er als Domvikar und Kapellmeister am Augsburger Dom. Zusätzlich wirkte er als Kapellmeister an der Jesuitenkirche St. Salvator. Um 1579/1580 war er noch Schüler des Johannes de Cleve, der damals in Augsburg weilte.
Er gab das Sammelwerk von Marienliedern Rosetum Marianum (Dillingen 1604) mit deutschsprachigen Texten heraus. Er veröffentlichte 1607 in München das Liber Primus S. Symphoniarum. Das Werk enthält 34 Motetten zu 1 bis 8 Stimmen mit Texten in lateinischer Sprache begleitet von einem Generalbass.